# Anouk Bessy
Anouk Bessy (18 maggio 1995) è un'ex sciatrice alpina francese.

## Biografia
Attiva in gare FIS dal dicembre del 2010, la Bessy ha esordito in Coppa Europa il 14 febbraio 2012 a Sella Nevea in supergigante (45ª). In Coppa del Mondo ha debuttato il 4 dicembre 2015 a Lake Louise in discesa libera (32ª), ha ottenuto il suo miglior piazzamento il 9 gennaio 2016 ad Altenmarkt-Zauchensee nella medesima specialità (24ª) e ha preso per l'ultima volta il via il 3 dicembre dello stesso anno, nella discesa libera di Lake Louise dove è stata 37ª.
Si è ritirata al termine della stagione 2017-2018 e la sua ultima gara in carriera è stata un supergigante FIS disputato il 12 aprile a Serre Chevalier, chiuso dalla Bessy all'8º posto; non ha preso parte a rassegne olimpiche o iridate.

## Palmarès

### Coppa del Mondo
- Miglior piazzamento in classifica generale: 115ª nel 2016

### Coppa Europa
- Miglior piazzamento in classifica generale: 71ª nel 2015

### Campionati francesi
- 1 medaglia:
  - 1 bronzo (discesa libera nel 2015)